# Ludwig Heinrich Ferdinand Olivier
Ludwig Heinrich Ferdinand Olivier, auch Louis Ferdinand von Olivier, Ferdinand Olivier der Ältere (* 1759 in La Sarraz, Kanton Waadt; †  31. März 1815 in Wien) war ein deutscher Pädagoge Schweizer Herkunft.

## Leben
1780 wurde Olivier Lehrer am von Johann Bernhard Basedow 1774 gegründeten Philanthropinum in Dessau. in den 1790er Jahren war er Inhaber eines eigenen Institutes und seit 1801 viel auf Reisen, um die von ihm entwickelte neue Lehrmethode zum Lesen- und Schreibenlernen zu propagieren. 1804 kam er nach Leipzig, wo er mit Ernst Gotthelf Albrecht Tillich zusammenkam. Beide beschlossen, in Dessau eine neue Erziehungs- und Unterrichtsanstalt zu gründen. Zu Ostern 1805 nahm das Pädagogium in Dessau seinen Betrieb auf. Es war bald sehr erfolgreich und wurde von Herzog Leopold III. Friedrich Franz großzügig gefördert. Olivier war für den Elementarunterricht nach der von ihm entwickelten Methode und für den Französisch-Unterricht zuständig.  Verschiedenheit des Charakters und mancher Ansichten führten jedoch zur Trennung, und Tillich übernahm die Leitung allein.
Er war seit 21. Juli 1782 verheiratet mit der Dessauer Sängerin Louise Niedhardt (* 25. April 1753; † 1841?) und Vater der Maler Heinrich, Ferdinand und Friedrich Olivier. Der Dessauer Musikdirektor Friedrich Wilhelm Rust war sein Schwager.
Olivier kam 1814 wegen einer Erkrankung seines Sohnes Ferdinand nach Wien, wo er Ende März 1815 starb. Fürst Joseph II. (Schwarzenberg) ließ die Leiche nach Böhmen überführen und bei seiner Burg Worlik beisetzen.

## Schriften
- Ueber den Karakter und Werth guter natürlicher Unterrichtsmethoden. Leipzig 1802
- Nachtrag einiger wichtiger Zeugnisse über eine neue Methode Lesen und rechtschreiben zu lehren. Leipzig 1802
- Ortho-epo-graphisches Elementarwerk oder: Lehrbuch über die in jeder Sprache anwendbare Kunst rechtsprechen, lesen und rechtschreiben zu lehren. Dessau 1804